# Cinta de enmascarar

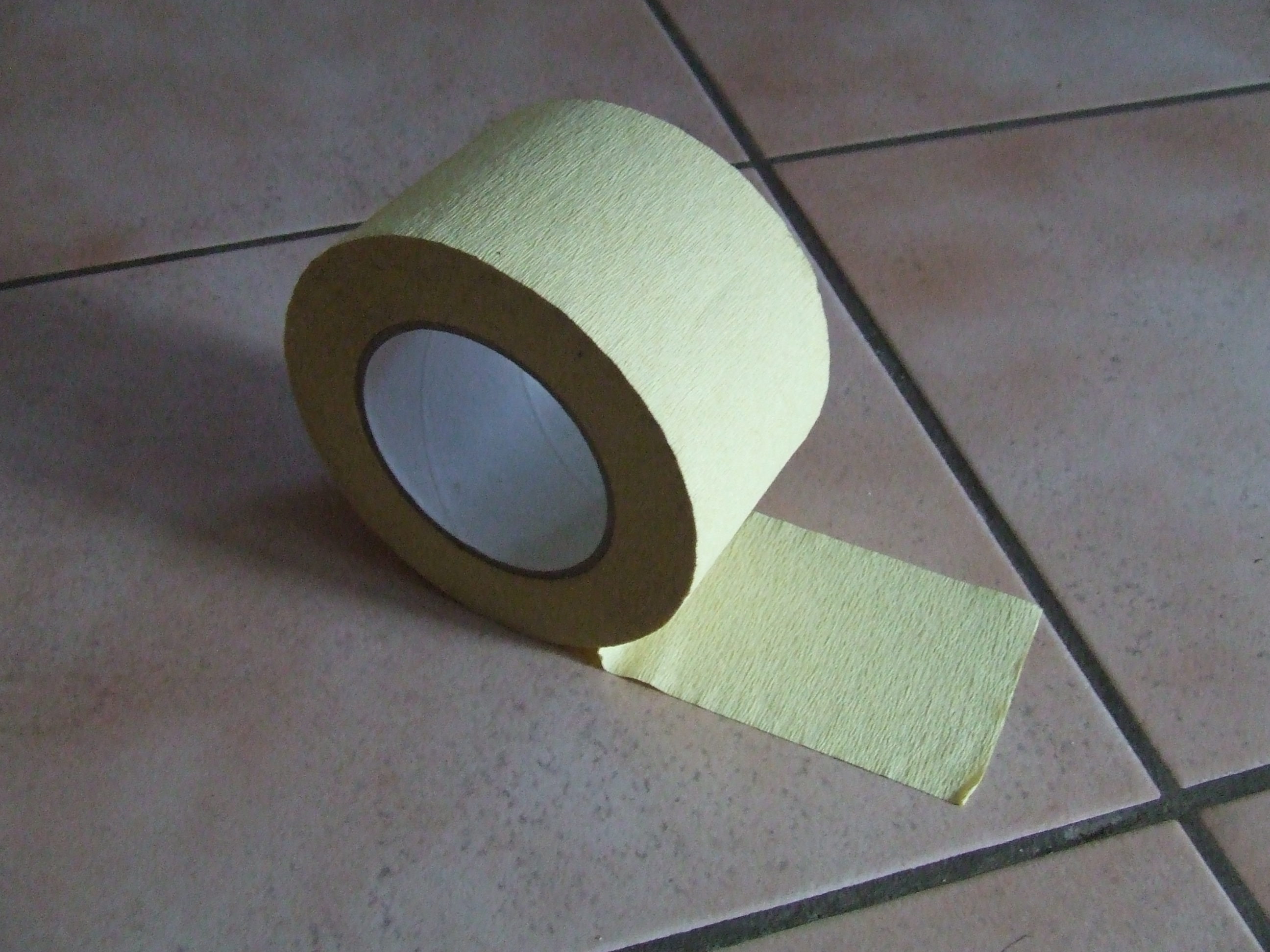
Cinta de enmascarar

La cinta de enmascarar, cinta de carrocero, cinta de pintor, cinta adhesiva protectora, tirro, pegote o conocida también por su nombre en inglés: masking tape, es un tipo de cinta adhesiva fabricada generalmente con papel, de fácil desprendimiento, autoadhesiva y utilizado en el arte.
Se usa principalmente en pintura artística para enmascarar áreas que no deben ser pintadas. El tipo de adhesivo  sin dejar residuos o dañar la superficie a la cual es aplicada. Se encuentra disponible en el mercado en diversas resistencias, clasificadas en una escala del 1 al 100 según la concentración del pegamento.

## Historia
La cinta de enmascarar fue inventada en 1925 por el empleado de 3M, Richard Gurley Drew. Drew observó como los trabajadores de carrocerías se veían frustrados cuando retiraban la cinta de carrocero que pegaban a la hora de pintar. El fuerte adhesivo aplicado se descamaba sobre la pintura recién aplicada, necesitando retoques e incrementándose los costos. Así fue que Drew se dio cuenta de la necesidad de una cinta con un pegamento más suave.
Se utilizan principalmente dos tipos de adhesivos, Caucho que tiene una adhesión inicial alta, pero que envejece y se degrada en dos o tres años y adhesivos acrÍlicos, que por ser sintéticos tienen una duración mucho más larga, aunque no alcanzan la adhesión definitiva hasta 24 horas después de ser aplicados. Por la rapidez y limpieza en su utilización, las cintas adhesivas se consumen en numerosos procesos industriales; por ejemplo, en el sector del automóvil se utilizan no menos de treinta tipos diferentes de cintas, muchas de ellas de doble cara, para fijar elementos que duran toda la vida del coche.
Otra aplicación importante es la de protección de superficies, perfiles de aluminio, pantallas y en general todo aquello que pueda ser dañado después de su fabricación; en este caso se utilizan cintas de muy baja adhesividad
- Datos: Q3775755
- Multimedia: Masking tape / Q3775755